# Convocazioni per la Coppa del mondo per club FIFA 2019
Elenco dei giocatori convocati da ciascun club partecipante alla Coppa del mondo per club FIFA 2019.

## Club

### Al-Hilal
Allenatore:  Răzvan Lucescu
| N. |                           | Ruolo | Calciatore                 |
| -- | ------------------------- | ----- | -------------------------- |
| 1  | Arabia Saudita (bandiera) | P     | Abdullah Al-Mayouf         |
| 2  | Arabia Saudita (bandiera) | D     | Mohammed Al-Breik          |
| 3  | Brasile (bandiera)        | C     | Carlos Eduardo             |
| 5  | Arabia Saudita (bandiera) | D     | Ali Al-Bulaihi             |
| 6  | Colombia (bandiera)       | C     | Gustavo Cuéllar            |
| 7  | Arabia Saudita (bandiera) | C     | Salman Al-Faraj (capitano) |
| 8  | Arabia Saudita (bandiera) | C     | Abdullah Otayf             |
| 9  | Italia (bandiera)         | A     | Sebastian Giovinco         |
| 10 | Arabia Saudita (bandiera) | C     | Mohammad Al-Shalhoub       |
| 12 | Arabia Saudita (bandiera) | D     | Yasser Al-Shahrani         |
| 13 | Arabia Saudita (bandiera) | D     | Hassan Kadesh              |
| 17 | Arabia Saudita (bandiera) | D     | Abdullah Al-Hafith         |

| N. |                           | Ruolo | Calciatore        |
| -- | ------------------------- | ----- | ----------------- |
| 18 | Francia (bandiera)        | A     | Bafétimbi Gomis   |
| 19 | Perù (bandiera)           | A     | André Carrillo    |
| 20 | Corea del Sud (bandiera)  | D     | Jang Hyun-soo     |
| 22 | Arabia Saudita (bandiera) | D     | Amiri Kurdi       |
| 27 | Arabia Saudita (bandiera) | C     | Hattan Bahebri    |
| 28 | Arabia Saudita (bandiera) | C     | Mohamed Kanno     |
| 29 | Arabia Saudita (bandiera) | C     | Salem Al-Dossari  |
| 30 | Arabia Saudita (bandiera) | P     | Mohammed Al-Waked |
| 40 | Arabia Saudita (bandiera) | P     | Nawaf Al-Ghamdi   |
| 70 | Arabia Saudita (bandiera) | D     | Mohammed Jahfali  |
| 77 | Siria (bandiera)          | A     | Omar Kharbin      |

### Al-Sadd
Allenatore:  Xavi
| N. |                          | Ruolo | Calciatore                  |
| -- | ------------------------ | ----- | --------------------------- |
| 1  | Qatar (bandiera)         | P     | Saad Al Sheeb               |
| 2  | Qatar (bandiera)         | D     | Pedro Miguel                |
| 3  | Qatar (bandiera)         | D     | Abdelkarim Hassan           |
| 5  | Corea del Sud (bandiera) | C     | Jung Woo-young              |
| 6  | Qatar (bandiera)         | A     | Tarek Salman                |
| 8  | Qatar (bandiera)         | C     | Ali Assadalla               |
| 9  | Qatar (bandiera)         | A     | Abdulaziz Al Ansari         |
| 10 | Qatar (bandiera)         | C     | Hassan Al Haidos (capitano) |
| 11 | Algeria (bandiera)       | A     | Baghdad Bounedjah           |
| 12 | Qatar (bandiera)         | D     | Hamid Ismail                |
| 14 | Spagna (bandiera)        | C     | Gabi                        |
| 16 | Qatar (bandiera)         | C     | Boualem Khoukhi             |

| N. |                          | Ruolo | Calciatore           |
| -- | ------------------------ | ----- | -------------------- |
| 19 | Corea del Sud (bandiera) | C     | Nam Tae-hee          |
| 20 | Qatar (bandiera)         | C     | Salem Al-Hajri       |
| 22 | Qatar (bandiera)         | P     | Meshaal Issa Barsham |
| 23 | Qatar (bandiera)         | C     | Hashim Ali           |
| 45 | Qatar (bandiera)         | C     | Akram Afif           |
| 52 | Qatar (bandiera)         | D     | Hussain Bahzad       |
| 61 | Qatar (bandiera)         | C     | Mostafa Tareq        |
| 66 | Qatar (bandiera)         | C     | Yasser Abubakar      |
| 83 | Qatar (bandiera)         | P     | Yousef Abdullah      |
| 85 | Qatar (bandiera)         | C     | Faisal Mohammed      |
| 99 | Qatar (bandiera)         | A     | Rami Suhail          |

### Espérance
Allenatore:  Moïne Chaâbani
| N. |                           | Ruolo | Calciatore                |
| -- | ------------------------- | ----- | ------------------------- |
| 1  | Tunisia (bandiera)        | P     | Moez Ben Cherifia         |
| 3  | Ghana (bandiera)          | C     | Kwame Bonsu               |
| 5  | Tunisia (bandiera)        | D     | Chamseddine Dhaouadi      |
| 6  | Tunisia (bandiera)        | D     | Mohamed Ali Yacoubi       |
| 7  | Algeria (bandiera)        | A     | Billel Bensaha            |
| 8  | Tunisia (bandiera)        | A     | Anice Badri               |
| 9  | Costa d'Avorio (bandiera) | A     | Ibrahim Ouattara          |
| 10 | Libia (bandiera)          | A     | Hamdou Elhouni            |
| 11 | Tunisia (bandiera)        | A     | Taha Yassine Khenissi     |
| 12 | Tunisia (bandiera)        | D     | Khalil Chemmam (capitano) |
| 13 | Tunisia (bandiera)        | A     | Raed Fedaa                |
| 14 | Tunisia (bandiera)        | A     | Haythem Jouini            |

| N. |                           | Ruolo | Calciatore               |
| -- | ------------------------- | ----- | ------------------------ |
| 15 | Costa d'Avorio (bandiera) | C     | Fousseny Coulibaly       |
| 18 | Algeria (bandiera)        | C     | Raouf Benguit            |
| 19 | Tunisia (bandiera)        | P     | Rami Jridi               |
| 21 | Tunisia (bandiera)        | A     | Mohamed Sedki Dabchi     |
| 22 | Tunisia (bandiera)        | D     | Sameh Derbali            |
| 23 | Algeria (bandiera)        | D     | Ilyes Chetti             |
| 24 | Tunisia (bandiera)        | D     | Iheb Mbarki              |
| 25 | Tunisia (bandiera)        | C     | Fedi Ben Choug           |
| 27 | Tunisia (bandiera)        | C     | Mohamed Ali Ben Romdhane |
| 28 | Tunisia (bandiera)        | C     | Mohamed Amine Meskini    |
| 30 | Algeria (bandiera)        | D     | Abdelkader Bedrane       |

### Flamengo
Allenatore:  Jorge Jesus
| N. |                    | Ruolo | Calciatore             |
| -- | ------------------ | ----- | ---------------------- |
| 1  | Brasile (bandiera) | P     | Diego Alves (capitano) |
| 2  | Brasile (bandiera) | D     | Rodinei                |
| 3  | Brasile (bandiera) | D     | Rodrigo Caio           |
| 4  | Spagna (bandiera)  | D     | Pablo Marí             |
| 5  | Brasile (bandiera) | C     | Willian Arão           |
| 6  | Brasile (bandiera) | D     | Renê                   |
| 7  | Brasile (bandiera) | C     | Éverton Ribeiro        |
| 8  | Brasile (bandiera) | C     | Gerson                 |
| 9  | Brasile (bandiera) | A     | Gabriel Barbosa        |
| 10 | Brasile (bandiera) | C     | Diego                  |
| 11 | Brasile (bandiera) | A     | Vitinho                |
| 13 | Brasile (bandiera) | D     | Rafinha                |

| N. |                     | Ruolo | Calciatore             |
| -- | ------------------- | ----- | ---------------------- |
| 14 | Uruguay (bandiera)  | C     | Giorgian De Arrascaeta |
| 16 | Brasile (bandiera)  | D     | Filipe Luís            |
| 19 | Brasile (bandiera)  | C     | Reinier                |
| 22 | Brasile (bandiera)  | P     | Gabriel Batista        |
| 25 | Paraguay (bandiera) | C     | Robert Piris           |
| 26 | Brasile (bandiera)  | D     | Thuler                 |
| 27 | Brasile (bandiera)  | C     | Bruno Henrique         |
| 28 | Colombia (bandiera) | A     | Orlando Berrío         |
| 29 | Brasile (bandiera)  | A     | Lincoln                |
| 37 | Brasile (bandiera)  | P     | César                  |
| 44 | Brasile (bandiera)  | D     | Rhodolfo               |

### Hienghène Sport
Allenatore:  Félix Tagawa
| N. |                            | Ruolo | Calciatore              |
| -- | -------------------------- | ----- | ----------------------- |
| 1  | Nuova Caledonia (bandiera) | P     | Rocky Nyikeine          |
| 2  | Nuova Caledonia (bandiera) | D     | Joris Gorendiawe        |
| 3  | Nuova Caledonia (bandiera) | D     | William Yentao          |
| 4  | Nuova Caledonia (bandiera) | D     | Bruno Nyanem            |
| 5  | Nuova Caledonia (bandiera) | D     | Jordan Dinet            |
| 6  | Nuova Caledonia (bandiera) | C     | Cédric Sansot           |
| 7  | Nuova Caledonia (bandiera) | A     | Anthony Kai             |
| 8  | Nuova Caledonia (bandiera) | C     | Geordy Gony             |
| 9  | Nuova Caledonia (bandiera) | A     | Brice Dahité            |
| 10 | Nuova Caledonia (bandiera) | C     | Miguel Kayara           |
| 11 | Nuova Caledonia (bandiera) | C     | Bertrand Kaï (capitano) |
| 12 | Nuova Caledonia (bandiera) | A     | Antoine Roine           |

| N. |                            | Ruolo | Calciatore          |
| -- | -------------------------- | ----- | ------------------- |
| 13 | Nuova Caledonia (bandiera) | D     | Roy Kayara          |
| 16 | Giappone (bandiera)        | C     | Kohei Matsumoto     |
| 18 | Nuova Caledonia (bandiera) | C     | Kevin Tein          |
| 19 | Nuova Caledonia (bandiera) | C     | Joseph Athale       |
| 20 | Brasile (bandiera)         | C     | Marcos Paulo        |
| 22 | Portogallo (bandiera)      | C     | Pedro Vilela        |
| 27 | Nuova Caledonia (bandiera) | D     | Emile Béaruné       |
| 28 | Nuova Caledonia (bandiera) | A     | Franck Sinem        |
| 30 | Nuova Caledonia (bandiera) | A     | Yvanoe Bamy         |
| 31 | Nuova Caledonia (bandiera) | P     | Christopher Yeiwene |
| 34 | Nuova Caledonia (bandiera) | P     | Jacques Nyikeine    |

### Liverpool
Allenatore:  Jürgen Klopp
| N. |                        | Ruolo | Calciatore                  |
| -- | ---------------------- | ----- | --------------------------- |
| 1  | Brasile (bandiera)     | P     | Alisson Becker              |
| 4  | Paesi Bassi (bandiera) | D     | Virgil van Dijk             |
| 5  | Paesi Bassi (bandiera) | C     | Georginio Wijnaldum         |
| 6  | Croazia (bandiera)     | D     | Dejan Lovren                |
| 7  | Inghilterra (bandiera) | C     | James Milner                |
| 8  | Guinea (bandiera)      | C     | Naby Keïta                  |
| 9  | Brasile (bandiera)     | A     | Roberto Firmino             |
| 10 | Senegal (bandiera)     | A     | Sadio Mané                  |
| 11 | Egitto (bandiera)      | A     | Mohamed Salah               |
| 12 | Inghilterra (bandiera) | D     | Joe Gomez                   |
| 13 | Spagna (bandiera)      | P     | Adrián                      |
| 14 | Inghilterra (bandiera) | C     | Jordan Henderson (capitano) |

| N. |                        | Ruolo | Calciatore              |
| -- | ---------------------- | ----- | ----------------------- |
| 15 | Inghilterra (bandiera) | C     | Alex Oxlade-Chamberlain |
| 20 | Inghilterra (bandiera) | C     | Adam Lallana            |
| 22 | Inghilterra (bandiera) | P     | Andrew Lonergan         |
| 23 | Svizzera (bandiera)    | C     | Xherdan Shaqiri         |
| 24 | Inghilterra (bandiera) | A     | Rhian Brewster          |
| 26 | Scozia (bandiera)      | D     | Andrew Robertson        |
| 27 | Belgio (bandiera)      | A     | Divock Origi            |
| 48 | Inghilterra (bandiera) | C     | Curtis Jones            |
| 66 | Inghilterra (bandiera) | D     | Trent Alexander-Arnold  |
| 67 | Inghilterra (bandiera) | C     | Harvey Elliott          |
| 76 | Galles (bandiera)      | D     | Neco Williams           |

### Monterrey
Allenatore:  Antonio Mohamed
| N. |                        | Ruolo | Calciatore                    |
| -- | ---------------------- | ----- | ----------------------------- |
| 1  | Argentina (bandiera)   | P     | Marcelo Barovero              |
| 3  | Messico (bandiera)     | D     | César Montes                  |
| 4  | Argentina (bandiera)   | D     | Nicolás Sánchez               |
| 6  | Messico (bandiera)     | D     | Edson Gutiérrez               |
| 7  | Argentina (bandiera)   | A     | Rogelio Funes Mori            |
| 8  | Colombia (bandiera)    | A     | Dorlan Pabón                  |
| 9  | Paesi Bassi (bandiera) | A     | Vincent Janssen               |
| 10 | Uruguay (bandiera)     | A     | Jonathan Urretaviscaya        |
| 11 | Argentina (bandiera)   | D     | Leonel Vangioni               |
| 14 | Messico (bandiera)     | A     | Ángel Zaldívar                |
| 15 | Argentina (bandiera)   | D     | José María Basanta (capitano) |
| 16 | Paraguay (bandiera)    | C     | Celso Ortiz                   |

| N. |                      | Ruolo | Calciatore         |
| -- | -------------------- | ----- | ------------------ |
| 17 | Messico (bandiera)   | C     | Jesús Gallardo     |
| 19 | Messico (bandiera)   | D     | Miguel Layún       |
| 20 | Messico (bandiera)   | C     | Rodolfo Pizarro    |
| 21 | Messico (bandiera)   | C     | Alfonso González   |
| 22 | Messico (bandiera)   | P     | Luis Cárdenas      |
| 23 | Messico (bandiera)   | D     | Johan Vásquez      |
| 24 | Messico (bandiera)   | P     | Édson Reséndez     |
| 25 | Messico (bandiera)   | C     | Jonathan González  |
| 29 | Messico (bandiera)   | C     | Carlos Rodríguez   |
| 32 | Argentina (bandiera) | C     | Maximiliano Meza   |
| 33 | Colombia (bandiera)  | D     | John Stefan Medina |
| 94 | Messico (bandiera)   | C     | William Mejía      |